# Senel Paz
Senel Paz (Fomento, Sancti Spíritus, 1950). Escritor y guionista de cine cubano. Es, además, autor de obras de teatro, cuentos y novelas, las cuales han sido traducidas a siete idiomas y publicadas en antologías por el mundo.
Conocido principalmente en el ámbito internacional por su cuento El lobo, el bosque y el hombre nuevo, por el cual le fue otorgado el Premio Juan Rulfo y que fuera llevado al cine como la película Fresa y chocolate (1994), premiada por el mejor guion en el XIV Festival Internacional de Cine Latinoamericano celebrado en La Habana y único filme cubano nominado al Premio Oscar en la categoría de Mejor Película Extranjera. 
Autor de los guiones de populares películas como: Una novia para David y Adorables mentiras, así como de tres cortos de ficción. Ha colaborado también en el guion de los filmes: Lista de espera, Un paraíso bajo las estrellas, Malena es un nombre de tango, Cosas que dejé en La Habana, Una rosa de Francia y  Maité. 
Se ha dedicado, además, a la enseñanza y asesoría en el campo de la dramaturgia cinematográfica, dentro y fuera de Cuba, y llevó por tres cursos la cátedra de guiones de la Escuela Internacional de Cine y Televisión de San Antonio de los Baños.

## Obras publicadas
- 2007: En el cielo con diamantes, novela.
- 2004: No le digas que la quieres, cuentos.
- 1993: Las hermanas, cuentos.
- 1989: Los muchachos se divierten, cuentos.
- 1983: El rey en el jardín, novela.
- 1980: El niño aquel, cuentos.